# Roma Janus
Roma Janus (* um 1976 in Polen) ist eine polnische Kulturmanagerin und Tanzdramaturgin.

## Leben und Wirken
Roma Janus studierte Theater, Film- und Medienwissenschaft am Institut für Kulturkonzepte der Universität Wien. Seit 2002 arbeitet sie als Kulturmanagerin. Als Regieassistentin und Dramaturgin war sie am Stadttheater Grein tätig.
2015 gründete Roma Janus ihre eigene Agentur Roconcept Performing Arts Management. Sie arbeitete mit Künstlern der Wiener Tanz Performance Szene, zum Beispiel mit Claudia Bosse, Elio Gervasi, Thomas J. Jelinek und Willi Dorner und mit den Kulturinstitutionen WUK, Tanzquartier Wien und brut Wien zusammen. Sie plante Tourneen innerhalb Europas, in Folge auch nach Asien sowie Nord- und Südamerika. 2016 kuratierte Janus das österreichische Tanzfestival "Let the Artists (Not)Die" in der europäischen Kulturhauptstadt Breslau.
Als Tanzmanagerin und Dramaturgin arbeitet sie seit 2021 am Landestheater Linz, wo sie 2022 nach dem Weggang von Mei Hong Lin zur künstlerischen Leiterin der Tanzkompanie Tanz Linz bestellt wurde.
Roma Janus entwickelte das Tanzformat Labo Traces. Dabei wirken die Mitglieder der Tanzkompanie aktiv an der Entstehung der Stücke mit. Die Tänzer präsentieren sich als Gemeinschaft, in der sie sich durch ihre unterschiedlichen Persönlichkeiten ergänzen. Die Aufführungen erfolgen in kleineren Räumen mit direktem Kontakt zum Publikum. Geplant ist, die Stücke auch in Schulen oder Museen aufzuführen. Im Ars Electronica Center Linz finden in Zusammenarbeit mit der Kunstuniversität Linz im Juni 2024 unter dem Titel What is remaining? drei Uraufführungen an einem Abend statt.
Große Produktionen werden im großen Saal des Musiktheaters Linz gezeigt, kleinere in der Black Box oder dem Schauspielhaus Linz. Unter der Leitung von Roma Janus werden verstärkt Gastchoreografen und Gastregisseure eingeladen um gemeinsam mit den Tänzern der Kompanie Tanz Linz Stücke zu erarbeiten.
Roma Janus lebt und arbeitet in Linz.

## Dramaturgische Arbeiten (Auswahl)
- 2021 The Garden
- 2021 Liebesbriefe
- 2022 Schwanensee[6]
- 2022 Buddha
- 2022 Neuzeit
- 2022 Dornröschen
- 2023 Romeo und Julia
- 2023 Labo Traces[7]
- 2024 Memoryhouse[8]